# Cal Gubianes
Cal Gubianes és un edifici de Calders (Moianès) inclòs a l'Inventari del Patrimoni Arquitectònic de Catalunya.

## Descripció
Es tracta d'una casa amb llinda rectangular en pedra calcària que forma part del portal d'entrada de cal Gubianes. Destaca un alt relleu amb una figura circula que simbolitza el sol. El sol és representat per una cara amb nas, ulls i boca. Al seu voltant, també amb forma de cercles s'hi reparteixen els raigs entremig dels quals hi ha una sanefa avui mig desdibuixada. La resta de la llinda és llisa sense cap inscripció.

## Història
La casa data del segle xvii. Una llinda d'una finestra de l'edifici manté la data de 1611 (16XI). Podria ser el prototipus de casa del poble de Calders, construïda al XVII, quan hi ha el creixement del nucli, al llarg del camí ral.